# Phoradendron lindemanii
Phoradendron lindemanii är en sandelträdsväxtart som beskrevs av Kuijt. Phoradendron lindemanii ingår i släktet Phoradendron och familjen sandelträdsväxter. Inga underarter finns listade i Catalogue of Life.